# ARASS-Brera
A.R.A.S.S. – Brera o ARASS-Brera (Associazione per il Restauro degli Antichi Strumenti Scientifici) è una organizzazione di volontariato (ODV) che ha come scopo statutario il recupero, il restauro e la valorizzazione del patrimonio storico-scientifico di proprietà pubblica.
I volontari aderenti sono in prevalenza pensionati che hanno in comune la passione per la storia degli strumenti scientifici e della tecnologia.

## Storia

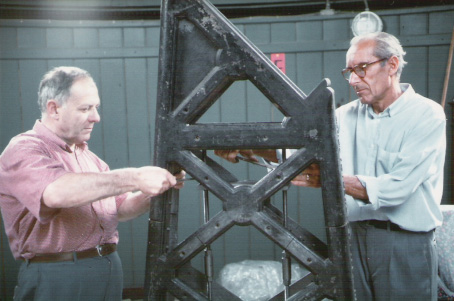
I fondatori Domenico Gellera e Nello Paolucci

Nel 1986 due neo pensionati, Domenico Gellera e Nello Paolucci, iniziano a collaborare informalmente, senza fini di lucro, con la sezione Storia della Fisica dell'Istituto di Fisica dell'Università degli Studi di Milano.
Nel gennaio 1987 si concretizza un progetto volto a valorizzare e rendere fruibile agli studiosi il patrimonio storico dell'Osservatorio Astronomico di Brera.
L'anno seguente inizia l'incremento dei volontari e l'attività si estende al restauro della collezione degli antichi strumenti astronomici e meteorologici dell'Osservatorio, a partire dal restauro del telescopio riflettore di Giovanni Battista Amici, costruito nel 1811.

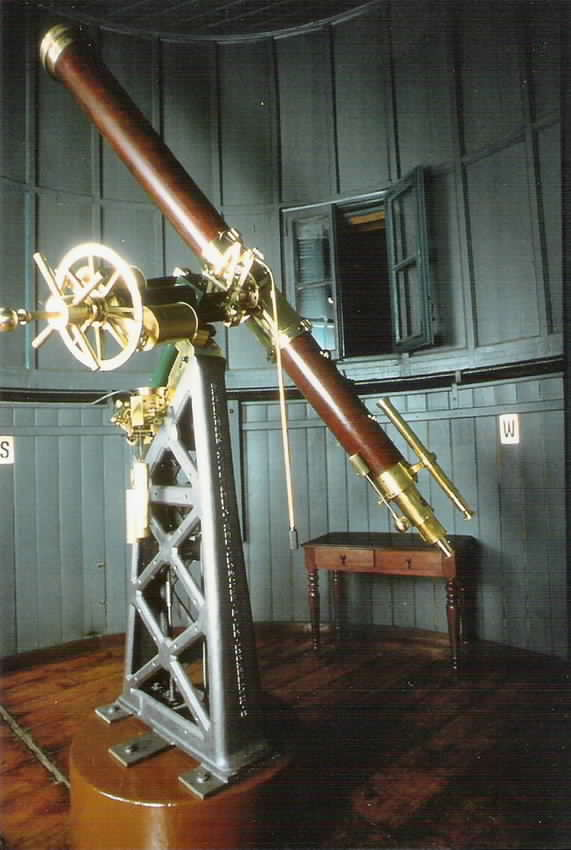
Telescopio Merz all'Osservatorio di Brera

Seguono altri lavori, tra i quali il restauro del telescopio rifrattore costruito dalla ditta Merz a Monaco di Baviera negli anni 1862-1865, lo strumento con cui Giovanni Schiaparelli osservò i presunti canali di Marte.
Proprio grazie alla esperienza maturata con questo progetto viene deciso di aggregare formalmente le competenze del gruppo di volontari, che si era frattanto allargato, e nel maggio 1998 viene costituita l'A.R.A.S.S. - Brera.
Viene nominato presidente Nello Paolucci, e stabilita la sede di rappresentanza all'interno dello stesso Palazzo di Brera, nel quale si trovano altre prestigiose istituzioni milanesi: l'Osservatorio, la Pinacoteca, l'Accademia di Belle Arti, la Biblioteca Braidense, l'Istituto Lombardo Accademia di Scienze e Lettere.
Per i numerosi restauri eseguiti nel trentennio di attività, a Paolucci nel 2015 viene conferita l'onorificenza di Cavaliere dell'Ordine al merito della Repubblica Italiana.
Nel novembre 2017 gli succede Renato Romagnoli, presidente attuale (dicembre 2022).
Dopo varie soluzioni temporanee, a fine 2004, ARASS-Brera trasferisce i laboratori in via Piranesi 10 di Milano.

## Attività
Nel corso degli anni sono stati eseguiti dai membri dall'Associazione migliaia di recuperi, restauri, attività di documentazione e valorizzazione del patrimonio storico scientifico. Vengono qui sinteticamente riportati solo i progetti più rilevanti, suddivisi per tipologia. Per maggiori dettagli si rimanda al sito di  ARASS-Brera, su arass-brera.org.

### Strumenti astronomici
Oltre al già citato restauro del telescopio Merz, vanno ricordati i restauri dei telescopi:
- Steinheil del Museo della Specola di Bologna (anno di costruzione 1858),
- Reinfelder dell'Osservatorio Astronomico di Trieste (anno di costruzione 1882)[3],

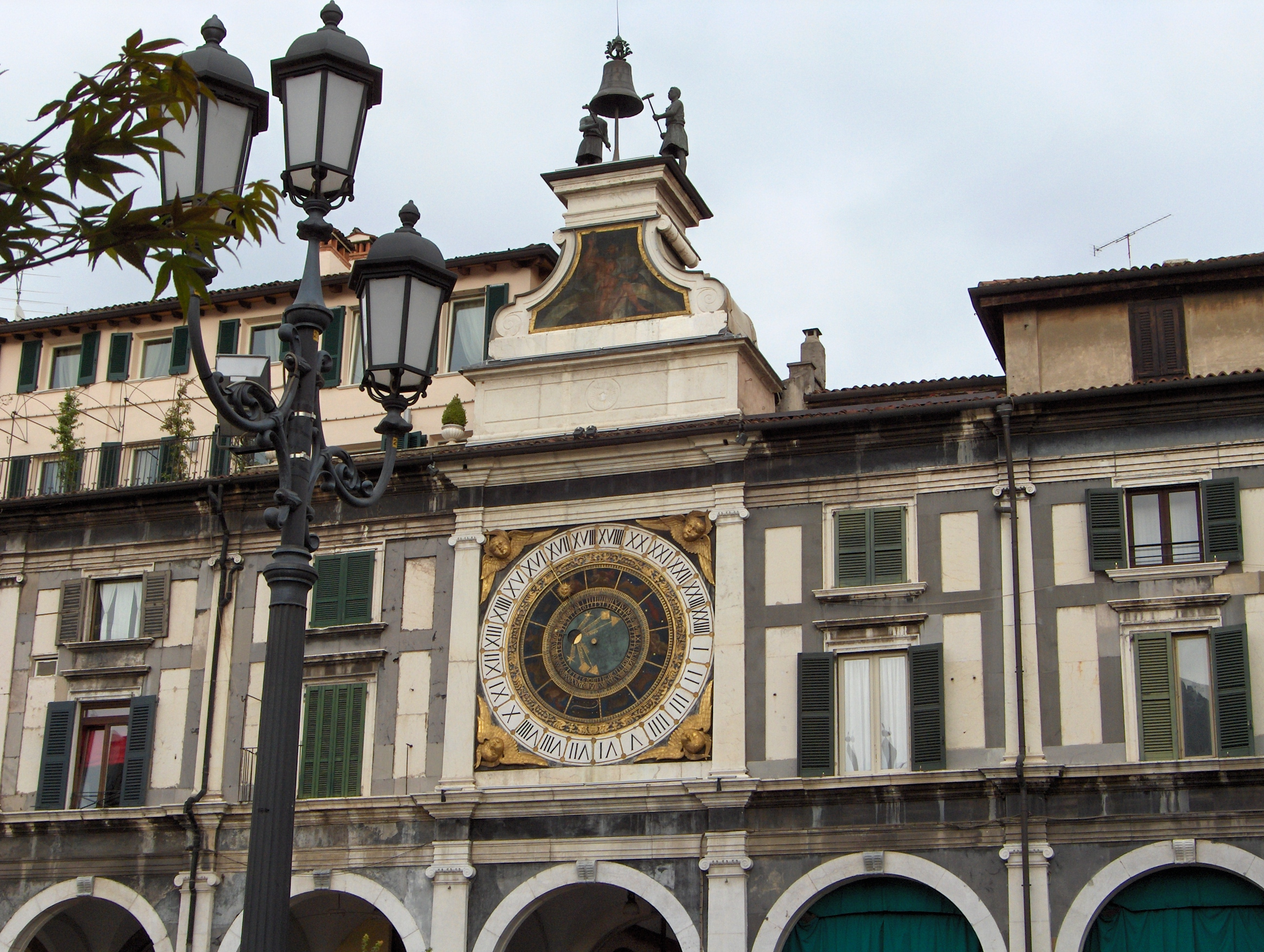
Orologio astrario di Piazza Loggia a Brescia

- Merz-Repsold dell'Osservatorio Astronomico di Brera (anno di costruzione 1880-1882),
- due telescopi dell'Osservatorio Astronomico e Meteorologico di Modena (anno di costruzione 1823-1826).

### Orologi Astrari
- Restauro e conduzione dell'Orologio di Piazza della Loggia, Brescia (anno di costruzione 1546)[4],
- Restauro dell'Orologio di Piazza dei Signori, Padova (anno di costruzione 1424, il più antico d'Europa).
- Partecipazione al restauro della sezione Astrario dell’Orologio del Torrazzo a Cremona (anno di costruzione 1583)

### Orologi pubblici e da torre
Restauro funzionale di:
- Orologio pubblico a campane di Brera, Milano, anche conduzione (anno di costruzione 1844)[5],
- Orologio da torre della Villa Reale di Monza (anno di costruzione 1839),
- Orologio meccanico Municipale di Urgnano (Bergamo),
- Orologio da torre Villa del Balbianello del Fai, Tremezzina (Como), anche conduzione.

### Strumenti dei gabinetti di Fisica
Catalogazione e restauro di vari strumenti dei seguenti Licei:
- Liceo classico Giovanni Berchet di Milano,
- Liceo classico Cesare Beccaria di Milano,
- Liceo classico Giuseppe Parini di Milano[6],
- Liceo scientifico Istituto Gonzaga di Milano (progetto alternanza scuola/lavoro),
- Liceo classico Alessandro Manzoni di Milano (progetto alternanza scuola/lavoro),
- Liceo Girolamo Bagatta (settecentesco) di Desenzano del Garda (Brescia).

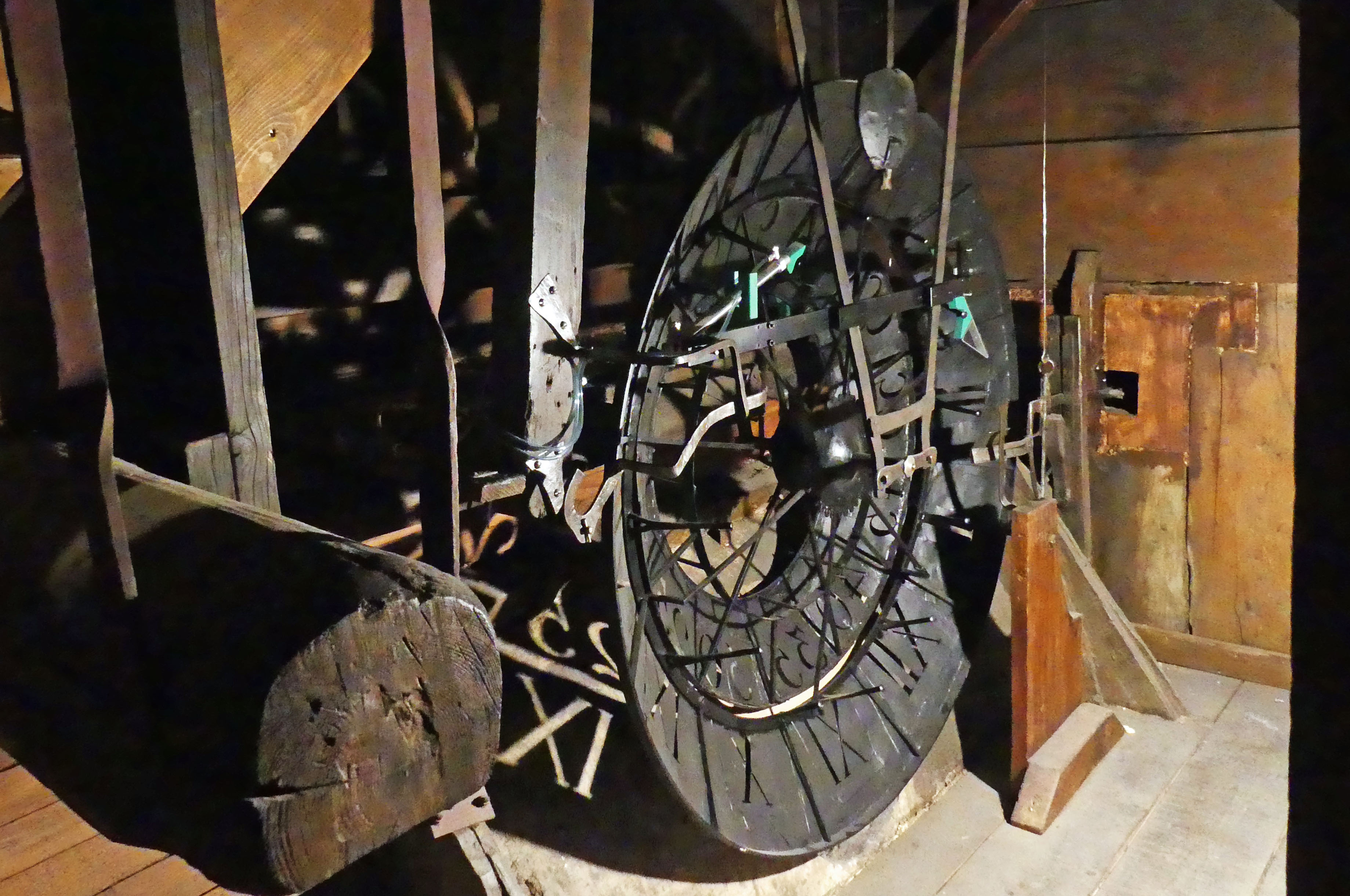
Orologio Teatro Grande (Brescia) - particolare del meccanismo

### Orologi vari
- Restauro e conduzione dell'orologio digitale storico del Teatro Grande di Brescia,
- Restauro e conduzione di numerosi orologi delle residenze del FAI,
- Restauro di numerose pendole, orologi da polso e artistici del museo Poldi Pezzoli di Milano[7].

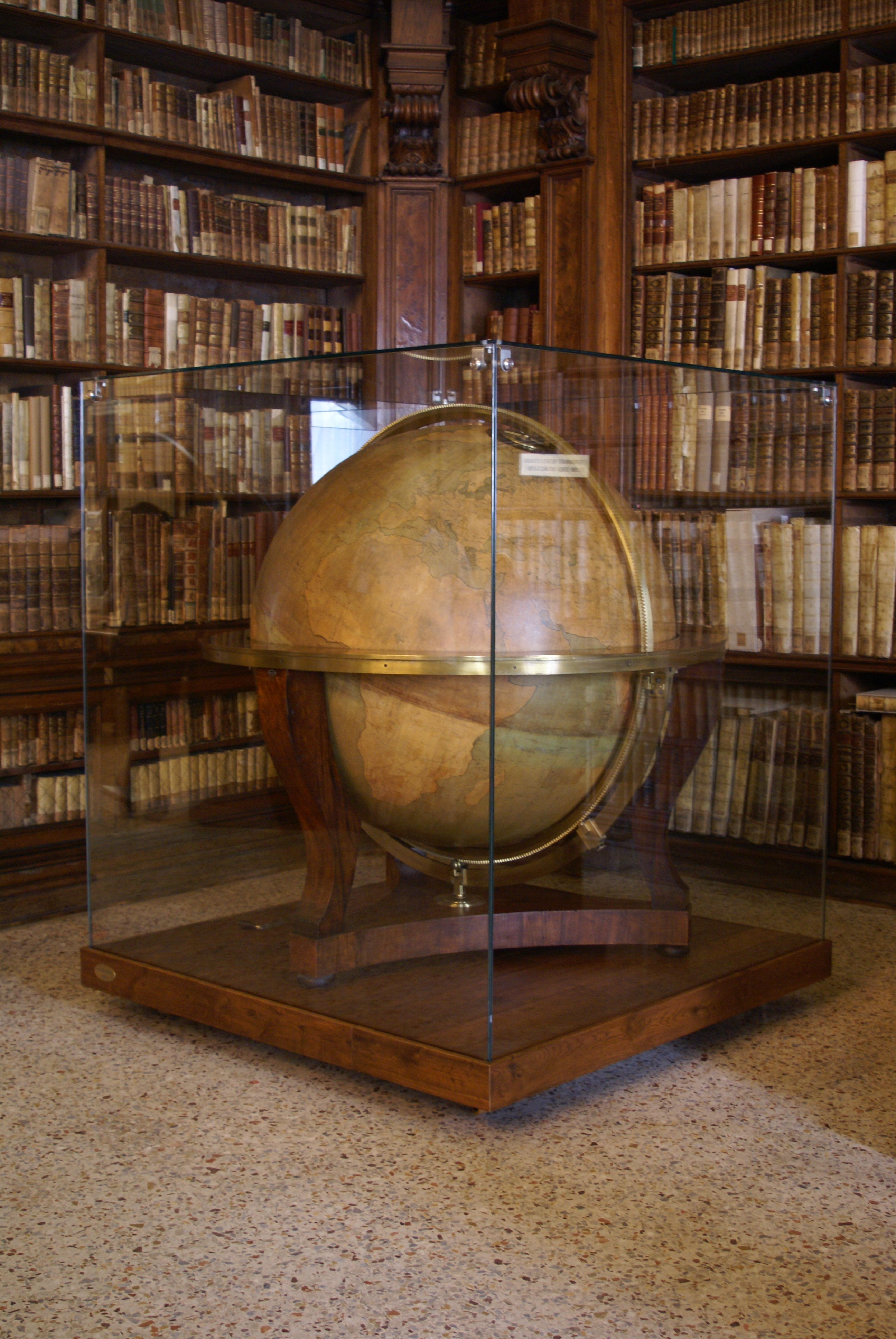
Globo della Biblioteca Braidense

### Divulgazione e formazione
- Per la Biblioteca Braidense oltre al restauro di un antico (1819-29) globo terrestre di gran precisione (4 metri di circonferenza)[8], è stata seguita la musealizzazione (realizzazione teca in vetro e presentazione multimediale interattiva).
- Descrizione analitica di varie tipologie di strumenti scientifici (400 strumenti)[9].
- Pubblicazione notiziario online[10].
- Pubblicazione documenti online[11].
- Progetti alternanza scuola/lavoro.
- Vari interventi divulgativi, interviste con la stampa[12][13][14] e articoli sui restauri eseguiti.
- Pubblicazione canale YouTube[15].